# Долонгуты
Долонгуты (бур. долоонгууд, долонгууд, монг. долонгууд) — старинный бурят-монгольский род. Входит в число родов, вошедших в состав племени хонгодоров. Долонгуты проживают на территории Бурятии, Иркутской области и Монголии.

## Этноним
По одной из версий, этноним долонгут происходит от бурят-монгольского числительного долоон (семь). По другой версии, этноним долонгут происходит от этнонимов теленгут, теле и доланьгэ (долань). Некоторые исследователи причисляют этноним теленгут к числу киданьских наименований. Этноним также упоминается в формах тэлэгут, теленгэд, тэлэнгэд.
Монголоязычные жужани использовали название тегрег «тележники» (в китайской транскрипции теле). Согласно А. С. Шабалову, с современного монгольского языка «теле» можно интерпретировать как «терег» («тэргэн») — «телега, повозка». Как показал Дж. Гамильтон, слово «теле» является китайской транскрипцией древнемонгольского слова «тегрег». В свою очередь, этноним доланьгэ (долангэ, долань), как считают другие авторы, скорее всего происходит от монгольского слова «долон, долонгут» (семь, семеро).

## История

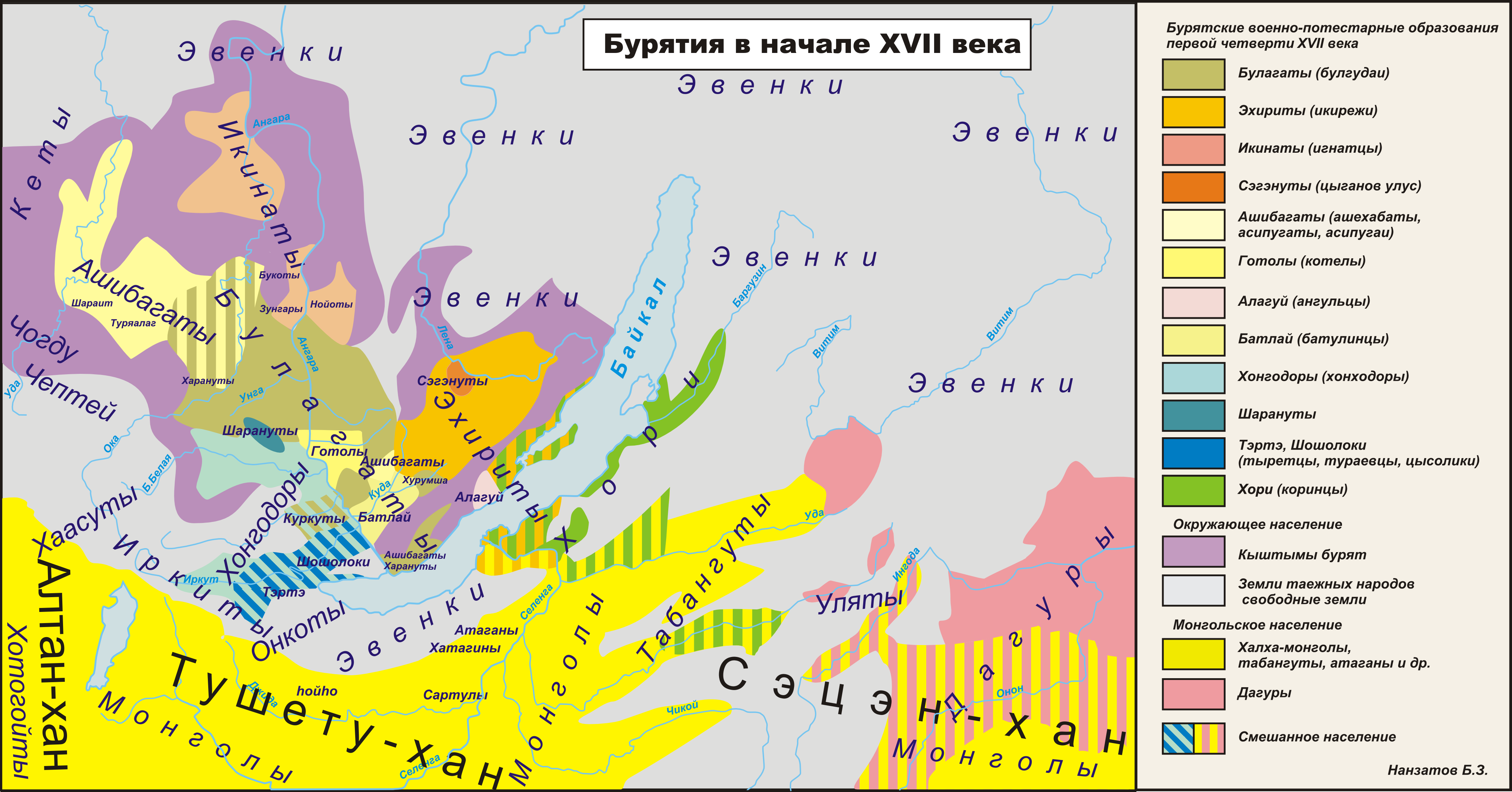
Этнические группы бурят в начале XVII века

В XVII веке долонгуты упоминаются в отписках казаков как самостоятельная административная единица. Долонгуты упоминаются среди родов, проживавших по соседству с сойотами, урянхайцами и тувинцами. Этноним долонгут в форме «теленгэд» (тэлэнгэд) распространён в Монголии к юго-востоку от Хубсугула.
После XVII века долонгуты исчезают из фискальной документации русской администрации. По предположению Б. О. Долгих, они откочевали в Южное Прихубсугулье. Однако, согласно этнографическим материалам, часть долонгутов либо вернулась, либо осталась на месте, но ввиду своей немногочисленности не смогла образовать самостоятельную административную единицу и впоследствии фиксировалась в составе сборного ключевского рода закаменских бурят.
Среди закаменских бурят долонгуты живут в Далахае. Согласно Б. З. Нанзатову, среди закаменских бурят долонгуты вместе с другими немногочисленными племенами составили сборный ключевской административный род. Но в других бурятских ведомствах — Тункинском и Аларском — долонгуты вошли в состав хонгодорских родов. Так, в частности, в Аларской степной думе долонгуты вошли в состав аларских хонгодоров.
Исследование местностей, заселенных представителями ключевского рода, в контексте изучения этнического состава позволяет предположить, что в него входили шошолоки, долонгуты, салджиуты, сартулы, шоно, галзуты и боолдой.

### Теленгуты
Согласно сведениям из «Сборника летописей», теленгуты представляли собой одно из племён, «которых в настоящее время называют монголами». Теленгуты проживали по соседству с такими племенами как урасут и куштеми.
Согласно Рашид ад-Дину, «они хорошо знают монгольские лекарства и хорошо лечат монгольскими [способами]. Их также называют лесным племенем, потому что они обитают по лесам». «У этих племен [урасут, теленгут и куштеми] страна была расположена по ту сторону киргизов, [на расстоянии] около одного месяца пути». «После того как киргизы выразили покорность, а [потом] восстали, Чингиз-хан послал к этим вышеупомянутым племенам своего сына Джочи-хана. Он прошел по льду через Селенгу и другие реки, которые замерзли, и захватил [область] киргизов». «Во время [этого] похода и возвращения он также захватил и те племена».
Согласно «Сокровенному сказанию монголов», лесные племена выразили покорность Джучи в 1207 году (в год Зайца). Высоко оценив заслуги Джучи, Чингисхан обратился к нему со словами: «Ты старший из моих сыновей. Не успел выйти из дому, как в добром здравии благополучно воротился, покорив без потерь людьми и лошадьми Лесные народы. Жалую их тебе в подданство».
Теленгуты были в числе монгольских племён, которые по указу Чингисхана находились в прямом подчинении у нойона-тысячника Хорчи. Кроме теленгутов Хорчи совместно с тысячниками Тахаем и Ашихом ведали тремя тысячами бааринцев и пополненными до тьмы адаркинцами, чиносцами и тоолесами.

### Доланьгэ
Этноним долонгут (теленгут) восходит к древнему этнониму доланьгэ. Доланьгэ представляли собой одно из поколений древних гаогюйцев. Согласно Н. Я. Бичурину, «Доланьгэ, иначе Долань, кочевало от Сйеяньто на восток по реке Тунло. Имело 10.000 строевого войска. После уничтожения Дома Сйеяньто, доланьский глава Сыгинь Доланьгэм вместе с [племенами] хойху явился к Двору. Владения его переименованы Яньжаньскою областью. Глава получил военный чин и поставлен главноуправляющим областью. По смерти его Доланьгэ Сайфу сделан главным Сылифою и правителем области».

## Расселение

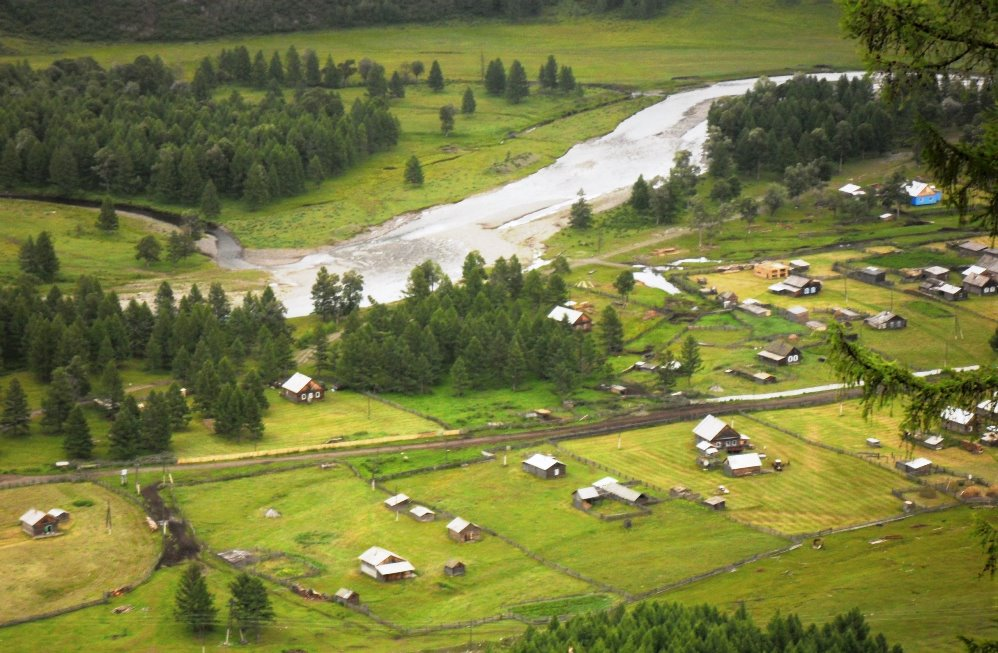
Далахай, Закаменский район Бурятии

Долонгуты упоминаются в числе родов, вошедших в состав хонгодоров, а также в составе следующих этнотерриториальных групп: аларских, тункинских, окинских (в том числе в составе рода тэртэ) и закаменских бурят. В составе селенгинских бурят имеется род тэлэгун, в частности в составе ашибагатов.
Среди закаменских бурят долонгуты живут в Далахае. Среди аларских бурят долонгуты были отмечены в Алзобее. В составе тункинских бурят долонгуты проживали на территории Торской инородной управы.
Долонгуты (теленгуты) также проживают на территории Монголии. Ныне они являются носителями родовых фамилий Тэлэнгэд, Тэлэнгид, Тэлэнгээд, Тэлэнгэт, Долонгууд, Тэлэнгэ, Тэлэнгүд, Тэлээт, Тэлэг. Носители родовой фамилии Тэлэнгэд проживают в Улан-Баторе и аймаках Сэлэнгэ, Орхон, Дархан-Уул, Увс, Булган, Хувсгел, Хэнтий.
Г. О. Авляев упоминает теленгутов в составе ойратов-дербетов и калмыков-дербетов. Э. П. Бакаева упоминает теленгутов среди родов дунда хурда шабинеров в составе малых дербетов. Роды ики-теленгут и бага-теленгут упоминаются в составе Хошоутовского улуса калмыков-торгутов.